# 2022년 동계 올림픽 가나 선수단
2022년 동계 올림픽 가나 선수단은 2022년 2월 4일부터 2월 20일까지 중화인민공화국 베이징에서 개최되는 2022년 동계 올림픽에 참가한 올림픽 가나 선수단이다.
가나 대표팀은 알파인 스키 남자 한 명으로 구성되어 2010년 이후 처음으로 알파인 스키에 복귀하였다. 개막식에서는 알파인 스키 선수 카를루스 메데도 기수이다. 폐막식에서는 자원봉사자가 기수였다.

## 참가 규모
다음은 이번 대회의 종목별 참가 선수 규모이다.
| 종목       | 남자 | 여자 | 총합 |
| ---------- | ---- | ---- | ---- |
| 알파인스키 | 1    | 0    | 1    |
| 총합       | 1    | 0    | 1    |

## 알파인스키
카를루스 메데르는 출전 자격 기준을 충족하였고, 가나가 남자 알파인 스키 선수 한 명에게 자격을 부여하였다. 카를루스 메데르 선수는 가나에서 태어났지만 스위스 부모에게 입양되어 대부분의 생애를 스위스에서 보냈다. 메데르 선수는 이 대회에서 가장 나이가 많은 알파인 스키 선수였고, 자신의 유일한 종목인 남자 대회전을 완주하지 못하였다.
| 선수          | 종목        | 1차 시도 | 1차 시도 | 2차 시도  | 2차 시도  | 종합      | 종합      |
| 선수          | 종목        | 기록     | 순위     | 기록      | 순위      | 기록      | 순위      |
| ------------- | ----------- | -------- | -------- | --------- | --------- | --------- | --------- |
| 카를로스 메데 | 남자 대회전 | DNF      | DNF      | 진출 실패 | 진출 실패 | 진출 실패 | 진출 실패 |

## 같이 보기
- 동계 올림픽에 참가한 열대 국가